# Lasioserica godavariensis
Lasioserica godavariensis är en skalbaggsart som beskrevs av Ahrens 1999. Lasioserica godavariensis ingår i släktet Lasioserica och familjen Melolonthidae. Inga underarter finns listade i Catalogue of Life.